# Heavy metal en español
El heavy metal en español abarca los grupos de heavy metal y sus subgéneros que interpretan en castellano. El heavy metal en español se ha desarrollado de manera heterogénea en los distintos países de habla hispana, quedando la música de muchas bandas en el ámbito nacional hasta la llegada de la globalización de contenidos, desarrollada especialmente en el siglo XXI. Han sido muchas las bandas de metal que emplean principalmente el inglés u otro idioma y que han interpretado puntualmente todo o parte de alguna de sus canciones en español (entre otras, Ill Niño, Megadeth, Manowar, Iron Maiden, Doro, Rammstein, Tarja, Testament, Epica, Lord of the Lost, Avenged Sevenfold, Lacrimosa, Armored Saint, Therion o Enforcer). También existen muchas bandas de metal que, a pesar de ser originarias de territorio español o hispanoamericano, han optado por expresarse en idiomas distintos del castellano. La presente entrada no se refiere a ninguna de ellas, sino a las bandas que emplean como lengua principal el castellano, con independencia de su procedencia (aunque por razones obvias radican esencialmente en España e Hispanoamerica ). No confundir tampoco con el subgénero que en países angloparlantes se denomina latin metal y que engloba algunas bandas con orígenes, influencias o instrumentación latinos (e.g., Sepultura en Roots): no todas las bandas catalogadas como latin metal interpretan heavy metal en español, ni viceversa, aunque el hecho de que una banda se exprese en español pueda ser un elemento a valorar para considerarla latin metal.

## Historia

### Los orígenes delheavy metalen español (1970-1979)
A finales de la década de los sesenta en el Reino Unido comenzaron a surgir agrupaciones de hard rock tales como Led Zeppelin (1968) o Deep Purple (1968). Lo cierto es que durante esta primeriza etapa de desarrollo, la escisión entre el hard rock y el heavy metal es algo que siempre está sujeto a debate. A pesar de ello, es frecuente señalar a Black Sabbath (1968) como la primera agrupación de heavy metal y a su debut homónimo (1970) como el primer álbum de heavy metal.
En el mundo hispanohablante, algunas de las bandas, especialmente ligadas a la psicodelia imperante en los años sesenta, comenzaron a endurecer su sonido incurriendo en el hard rock durante el cambio de década y optando por expresarse en castellano. Una de las primeras bandas de hard rock que interpretara en castellano en conseguir éxito fueron los argentinos Pappo's Blues, banda fundada en 1970, con su propuesta musical basada en el rock duro y el blues. Progresivamente se le fueron uniendo más bandas que abanderaban el rock duro pero, sin duda, hay que destacar en 1972 a la banda peruana Tarkus como la primera propuesta estilística en ser señalada como heavy metal.
En España, bandas que interpretaban inicialmente en inglés (como el grupo de hard rock fundado en 1969 Storm, con grandes influencias de Deep Purple) acabarían por transicionar al uso del castellano. Otra de las bandas de propuesta hard rock fueron Ñu, banda formada en 1974 con un estilo influenciado por el folk rock progresivo de Jethro Tull, que se convirtió en una de las primeras bandas de la historia del rock en español en hacer ciertas incursiones en el folk metal. También a finales de la década de 1970 surge Medina Azahara, que a la mezcla de rock progresivo y flamenco propia de la escena denominada rock andaluz (representada eminentemente por Triana) fue añadiendo elementos propios del heavy metal, convirtiéndose así en uno de los pioneros del género cantando en español. Otro de los movimientos más interesantes que se dieron mientras se desarrollaba el hard rock y el heavy metal fue el rock urbano español, una escena que con grupos como Coz, Union Pacific o Leño, el grupo que Rosendo había formado tras su salida de Ñu, tuvieron gran influencia en la emergente escena metalera. Sin perjuicio de los anteriores precedentes, la primera banda estrictamente catalogada como propuesta de heavy metal que surgió en el país fueron Zarpa en 1977, empleando el castellano y muy influenciados por Judas Priest, pero no gozaron de demasiado éxito debido a su precocidad, al no haberse producido todavía la explosión derivada de la NWOBHM.

### Tsunami del Heavy Metal Español (1980-1989)

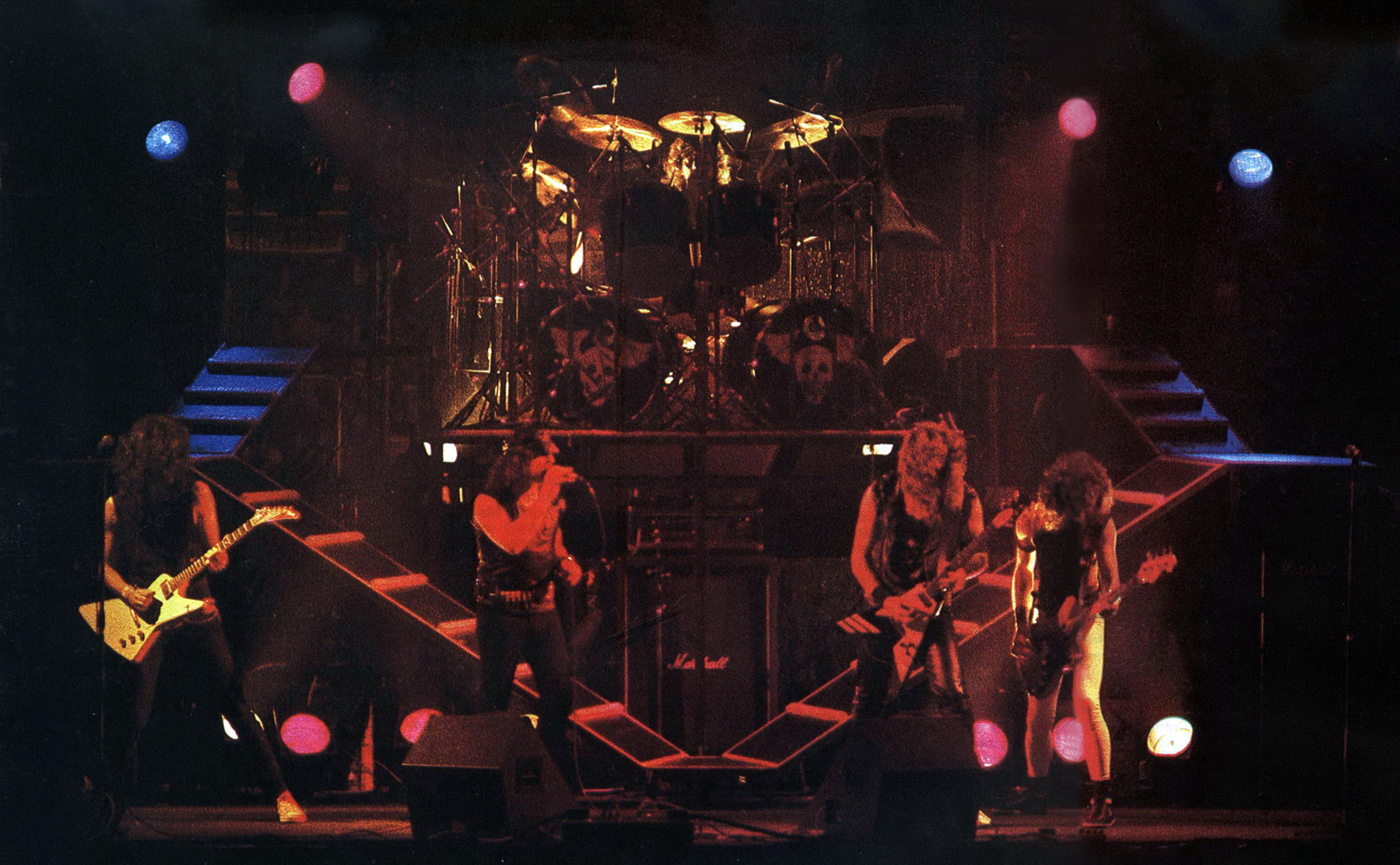
Ángeles del Infierno en 1985.

La escena de heavy metal influida por el movimiento que se conoció como la nueva ola del heavy metal británico (abreviado en inglés NWOBHM) surgió con fuerza a nivel global. Aunque dado el origen del género, el inglés se estableció como una suerte de "lengua franca" para que se expresaran bandas de heavy metal de toda procedencia global, fueron varios los países en los que los grupos que recibieron el impacto de la NWOBHM durante la década de 1980 optaron por expresarse en su idioma nativo (especialmente reseñable fue la escena francófona en Francia con grupos como Trust, Sortilège o ADX; pudiendo citarse otros ejemplos en otros idiomas nativos como Vasco da Gamaen Portugal, Strana Officina en Italia, Ария en la Unión Soviética o -alternándolo con el inglés- Anthem en Japón). Los países de habla hispana no fueron ajenos a este fenómeno. La particularidad es que, más allá de que surgieran grupos de metal que se expresaban en su idioma nativo en vez de en inglés, en algunos casos se establecieron auténticas escenas de metal en español que alcanzaron una popularidad considerable (especialmente en el caso de España, llegando a rivalizar incluso con la principal escena de pop de la época). La mayor parte de las escenas fueron de carácter local y, por entonces, no mantuvieron excesiva relación entre sí, más allá de ser permeadas por la influencia que pudiera tener el éxito internacional de algún puntual grupo, como Barón Rojo.
En Argentina, en 1980, el ya mentado Pappo abandonó temporalmente su antigua banda para formar Riff quedando prendada de las nuevas tendencias. En 1979 surgen los pioneros del speed metal V8 (de quienes se escindirían Horcas y a quienes sucederían Hermética ya en 1988). Llegado 1985, surgiría una de las bandas de metal en castellano con mayor repercusión internacional y pioneros del metal neoclásico, Rata Blanca (fundados por un exguitarrista de V8), además de otras con relevancia en la escena local como Kamikaze y se van diversificando los distintos subgéneros dando lugar a una compleja escena a nivel nacional.
En Perú, siguiendo la senda instaurada por los ya mentados Tarkus, surgen nuevas bandas, destacando el speed metal de M.A.S.A.C.R.E. en 1985.
En Honduras, en 1980, surgen con un sonido anclado en el heavy metal más clásico los pioneros Khaos, que deciden cantar en español a pesar de que todas las bandas hondureñas optaban por entonces por el inglés, logrando un gran éxito a nivel local que se mantendría durante décadas y ya entrado el siglo XXI, a pesar de contar con un único disco publicado en 1985, año de su disolución.
En Venezuela, en 1981 se produce el debut de Arkangel, una de las bandas de heavy metal con la carrera ininterrumpida más larga y antigua de Iberoamérica.
En México, en 1983, surgen los pioneros Luzbel. Paralelamente, nace una escena de thrash/death metal en la que muchas bandas optan por expresarse en español, pudiendo destacar desde 1983 a Six Beer y desde 1987 a Transmetal (de quienes posteriormente se escindiría Leprosy). Por otra parte, llegado 1989, y como respuesta a la discriminación que sufrían muchos aficionados hispanos al metal en Estados Unidos de América, varios integrantes de bandas de éxito estadounidenses (encabezados por Dino Cazares) fundan en Tijuana la banda de death metal de culto Brujería, que lograría un importante éxito internacional en años venideros.
En Colombia, se produjo una explosión de metal en español, siendo especialmente significativa la aparición de metal extremo en español en la Medellín de Pablo Escobar, desde comienzos de la década, aunque también surgen referentes en lugares como Cali o Bogotá. Entre los destacables grupos de metal de esta década, en 1983 surgirían los pioneros del black metal, Parabellum, en 1984 los muy exitosos y con un sonido más tradicional Kraken, en 1986 la banda Krönös y su propuesta de "rock duro" con influencias del glam metal de gran acogida, ese mismo año los thrashers Darkness, en 1987 la banda de thrash metal Ekhymosis, liderada por Juanes antes de variar su rumbo estilístico, o en 1988 la banda de death metal Masacre, que estuvo cerca de ser producida por el sello del líder de Mayhem, Euronymous.
En Paraguay, surgen los pioneros Metal Urbano en 1983, empleando el español en su propuesta de heavy metal tradicional, al igual que los también pioneros, en este caso del thrash metal, Rawhide ese mismo año 1983.
En Costa Rica, en 1985, nace la banda de speed metal Acero, pioneros del heavy metal del país.
En Chile, en 1985, unas cien personas se reunieron para asistir al Death Metal Holocaust, el primer concierto de metal que se realizó en el país y uno de los primeros de Sudamérica, que dio lugar a una importante escena de thrash metal underground en la que la mayoría de las bandas, no obstante y al menos en esos momentos iniciales, optaban por expresarse en inglés (los organizadores del evento y pioneros del corpse paint Massakre transicionarían al castellano llegado el siglo XXI).Poco después, sí acabarían surgiendo bandas de metal en español, como los pioneros Panzer (no confundir con sus tocayos españoles, cronológicamente anteriores), que debutaron en 1987.
En Uruguay, surgen relevantes exponentes en la segunda mitad de la década, como Alvacast en 1985 o Chopper en 1989.
En Bolivia, además de surgir un pequeño movimiento de heavy metal en La Paz en torno a 1985, debuta ese mismo año en Santa Cruz la banda precursora de Track, quienes serían uno de los mayores exponentes del metal boliviano a partir de 1990.
En Nicaragua, se introduce el metal gracias al destacado papel de Alejandro Mejía, quien comienza a liderar varios grupos de heavy metal en español a partir de 1987.
Incluso en Cuba, con sumas dificultades, surge una escena a finales de la década, muy orientada al thrash metal, entre cuyos principales exponentes se encuentra Zeus, quienes realizan sus primeras grabaciones en 1988 cantando en español.
También con mucha dificultad surgió la escena de metal en El Salvador, cuya aparición se vio retrasada por el conflicto bélico padecido por el país durante la década de 1980, lo cual no impidió que ya en 1988 surgiera su grupo pionero, la banda de thrash metal Renegado.
Mientras tanto, en España, a partir de 1980 se vivió una auténtica explosión de heavy metal en español, tanto a nivel musical como sociocultural, surgiendo multitud de bandas, especialmente en la ciudad de Madrid (entre ellas, la liderada por Alejandro Sanz, antes de decidir variar su rumbo estilístico). La mayoría de estas bandas eran editadas bajo el sello Chapa Discos, que lanzó un importante recopilatorio por su aniversario titulado Historia De Una Etiqueta 1975-1985. Entre los muchos grupos que podrían citarse se encuentran los pioneros del speed metal Muro (1981); Santa (1983), el primer grupo de éxito de heavy metal en castellano cuya cantante, Azucena, era una mujer; y multitud de representantes del heavy metal clásico (Panzer, Banzai) o del glam metal (Bella Bestia, Sangre Azul).
Fueron tres grupos, no obstante, los más destacables. En primer lugar, Barón Rojo (1980), que consiguieron proyección internacional incluso en países no hispanohablantes, llegando a ser teloneados por Metallica en alguna gira europea, entre otras cuestiones gracias a la versión en inglés de su exitoso álbum Volúmen Brutal (1982), que fue traducido con ayuda de Bruce Dickinson. Por otra parte se encontraba Obús (1980), cuyo productor fue la estrella de la movida madrileña Tino Casal y que también tuvieron su conexión con Iron Maiden, al componer Adrian Smith una canción en su álbum El que más (1984), y con Metallica, al versionar estos (como igualmente han hecho con canciones de Barón Rojo) su conocido himno "Vamos muy bien". Barón Rojo y Obús son las dos únicas bandas de heavy metal incluidas por Rolling Stone entre las 50 mejores bandas de rock españolas de la historia. También con plaza en este podio se encontrarían Ángeles del Infierno (1982), quienes en décadas posteriores gozarían de un gran éxito internacional en Latinoamérica, especialmente en México.
A finales de la década se produjo uno de los grandes acontecimientos al celebrarse el festival Monsters of Rock '88, en el que el exmiembro de Banzai, Manzano, acompañaría a bandas de renombre como Iron Maiden, Metallica, Helloween o Anthrax. Muchas de las experiencias de las principales bandas de España fueron recogidas en el documental El rock de nuestra transición (2003) de Alfonso Arteseros.

### Diversificación de estilos y globalización (1990-2009)
Los grandes grupos de heavy metal en español de la década anterior tienen una caída de popularidad a partir de 1990. El relevo tardaría un tiempo en surgir, aunque en la primera mitad de la nueva década procede destacar la importancia que tendría a posteriori la explosión internacional del grupo español de hard rock Héroes del Silencio. Aunque en modo alguno se trataba de un grupo de heavy metal, estos declarados seguidores de Barón Rojo y teloneros de Iron Maiden en varios conciertos latinoamericanos mostrarían que todavía era posible triunfar al máximo nivel cantando en español y ejercerían una notable influencia en varios futuros grupos de metal, no sólo hispanoparlantes. En ese contexto, en esta primera mitad de la década alcanzan picos de popularidad en España otras bandas de hard rock con alguna influencia de heavy metal, como Los Suaves, Barricada o Extremoduro.
En la segunda mitad de la década, comienzan a proliferar nuevos subgéneros de metal en español, al amparo del éxito de dichos nuevos subgéneros a nivel global. Surgen así grupos de nu metal y metal alternativo en castellano como los mexicanos Molotov, los argentinos A.N.I.M.A.L., los puertorriqueños Puya o los españoles Sôber o Hamlet. También alcanzan éxito comercial en sus respectivos mercados locales durante esta época las bandas de rap metal Def Con Dos (pioneros del género, a partir de su cuarto disco publicado en 1993), de stoner metal Los Natas, de metal industrial Ktulu o Alcohólika La Christo, de groove metal Koma, de crossover thrash Soziedad Alkoholikao los pioneros del freak metal Gigatron.
De entre todos los subgéneros, no obstante, es preciso destacar que al albur de la explosión de power metal que se produce en España a finales del siglo XX y coincidiendo con la fundación de la compañía Locomotive Music, que produciría muchos de sus discos, surgen muchísimos grupos (tanto de power metal como de heavy metal más clásico e incluso de folk metal), de calidad y éxito dispares, que abarcarían lo que se conoce como la "nueva ola del heavy metal español". Destaca en esos primerizos momentos de la escena la efeméride protagonizada por Azrael, quienes logran un récord Guinness en 1994 al impartir el concierto ininterrumpido más largo de la historia (nueve días). Ciertamente, en la segunda mitad de la década de 1990 estaban surgiendo en otros lugares de la Europa no angloparlante escenas de metal en las que las bandas empleaban su idioma nativo (paradigmáticamente, véase la Neue Deutsche Härte). Sin embargo, una particularidad añadida a esta nueva escena española era que además de expresarse mayoritariamente en español, las nuevas bandas se esforzaron por establecer puentes con lo que quedaba en pie de la anterior escena de heavy metal español de la década de 1980, solicitando a los integrantes de dichas bandas colaboraciones en sus discos o participando activamente en discos homenaje a aquellas formaciones, lo cual facilitó que las nuevas generaciones de aficionados las descubrieran y permitió así a algunas de ellas un repunte de popularidad o la posibilidad de que algunos de sus miembros clásicos articularan nuevas formaciones (tal fue el caso de Beethoven R o Silver Fist, "herederas" de Bella Bestia y Muro, respectivamente), integrándose en la nueva escena. Entre los principales grupos de metal en español que compondrían está muy nutrida nueva escena española destacan en cualquier caso cinco (que fueron los más exitosos comercialmente e incluso han sido el muestreo escogido de esta escena para la elaboración de estudios académicos comparativos): Mägo de Oz, Avalanch, su exitosa escisión WarCry, Saratoga y Tierra Santa. Tras lograr un relevante éxito comercial a nivel español, la escena se globalizaría.
Fue especialmente el gran impacto comercial del álbum Finisterra (2000) el que habilitó que el éxito de la escena española se expandiera por otros países hispanoparlantes, con especial resonancia en aquellos que habían desarrollado su propia escena de power metal local (tal fue el caso de Argentina, que contaba por entonces con bandas de metal en español tales que Lörihen, Jeriko, Imperio, Azeroth o Renacer). Por otra parte, el nuevo siglo se presentaba con una mayor globalización de contenidos, de modo que las bandas adquirían más facilidades para conectar con el público de otros países hispanohablantes y el éxito de las nuevas bandas de metal en español podía extenderse sin tantas dificultades por países distintos del suyo. También algunas bandas surgidas en la década de 1980 aprovechan este nuevo empuje, como Ángeles del Infierno o Rata Blanca, y consiguen popularizarse internacionalmente de manera masiva. Este proceso de globalización e intercambio entre España y América Latina sería tildado de “nueva ola del metal latino” por el cantante del grupo Lujuria (una de las bandas integrantes de aquella nueva escena española del cambio de siglo).
De este modo, en el periodo 2000-2009, a la globalización sigue la consolidación internacional de las principales bandas preexistentes (con las facilidades añadidas a tal efecto durante esa década por la popularización del acceso a Internet y luego de las aplicaciones de streaming). Además, seguirían surgiendo algunas nuevas bandas de metal en español con cierto éxito comercial en esa escena ya globalizada (como el grupo de groove metal Vita Imana -que llegaron a tocar en Wacken en 2010-, el de metal prehispánico Cemican -debut discográfico en 2009, si bien mezclando el español con el náhuatl-, el de freak metal El Reno Renardo -debut discográfico en 2007-, el de power metal Dunedain -debut discográfico en 2006-, el de power metal sinfónico Opera Magna -debut discográfico en 2006-, el de power metal Zenobia -debut discográfico en 2005-, el de metal sinfónico Stravaganzza -debut discográfico en 2004-, el de folk metal Ars Amandi -debut discográfico en 2003-, el de metal alternativo Hora Zulú -debut discográfico en 2002- o el de folk metal Saurom -debut discográfico en 2001-). En ese contexto, en 2008 debuta el proyecto de ópera rock Legado de una tragedia, liderado por Joaquín Padilla e integrado por músicos de las escenas españolas de metal de los años 80 y de finales del siglo XX. 

### Futuro incierto (2010-actualidad)
Centrándonos primero en España, conviene recalcar que las bandas que durante la explosión de power metal española y consiguiente surgimiento de la nueva escena de finales del siglo XX optaban por expresarse en inglés eran casos aislados (pudiendo citarse escasos ejemplos exitosos, véanse Easy Rider -que abandonaron el español en su segundo álbum-, Vhäldemar o Dark Moor), como ya sucediera en la década de 1980, siendo igualmente anecdóticas las bandas de heavy metal que entonces optaron por el inglés (como Crom). Conforme ha ido avanzando el siglo XXI, sin embargo, podría decirse que el uso del inglés se ha convertido en la norma para las bandas españolas más relevantes que han ido surgiendo (e.g. Lords of Black, Diabvlvs in Mvsica o Hitten). Es cierto que en determinadas escenas españolas, de forma muy clara por lo que respecta a las de black y death metal, se viene empleando desde su origen y de forma mayoritaria como lengua vehicular el inglés (tal es el caso de las reputadas bandas de death metal Avulsed -quienes, pese a todo, puntualmente han empleado el español- o Wormed -considerada esta última en 2020 el mejor grupo de metal de la historia de España por un sector de la crítica internacional-, de black metal Teitanblood o Noctem o de death metal melódico Rise to Fall). Ahora bien, si atendemos a los subgéneros menos extremos (ergo, a priori, más comercialmente viables), las principales escenas de metal españolas (ya fuera la de la década de 1980, ya fuera la del cambio de siglo) siempre habían estado formadas mayoritariamente por bandas de metal en español y, más relevante incluso, sus principales representantes eran bandas de metal en español. Sin embargo, analizando la principal escena de metal español consolidada a partir del año 2010, la llamada “nueva ola de thrash metal español” liderada por Angelus Apatrida (número uno en ventas en España en el año 2021) y Crisix, nos encontramos con que se trata de una escena de metal en inglés. Un paradigmático ejemplo de esta tendencia lo ofrece Ankor, que debutaron como una banda de power metal en español para transicionar al metalcore y al inglés llegado el año 2011.
Una situación similar se ha vivido en países de América Latina, pudiendo citarse por ejemplo en Chile a los pioneros de la llamada "nueva ola del metal chileno", Nuclear, quienes también se expresan mayoritariamente en inglés (dejando a salvo alguna puntual canción en castellano). Ciertamente, en el año 2012, debuta el primer supergrupo de la historia del heavy metal en español, De la Tierra, una propuesta de groove metal integrada por músicos de A.N.I.M.A.L., Sepultura, Puya y Maná: no obstante, es preciso recalcar que nos encontramos con un proyecto impulsado exclusivamente por miembros de bandas surgidas en las décadas de 1980 y 1990 (como había sucedido ya en España con el mentado proyecto de Legado de una tragedia).
En definitiva, aunque el heavy metal en español sigue vigente, en gran medida ello obedece a que todavía no han cesado su actividad las bandas surgidas con el cambio de siglo. Finalizada la década de 2010-2019, sin perjuicio de que alguna banda de metal en español surgida a partir de 2010 haya podido aprovechar todavía el tirón estilístico de sus predecesoras de décadas anteriores para alcanzar cierta relevancia (por ejemplo, la propuesta de folk metal de los españoles Celtian o Lèpoka) o de alguna curiosa propuesta de metal alternativo muy cercana al hard rock (como el autodenominado “fucksia metal” de Megara), no se atisba todavía un relevo de bandas de heavy metal en español más allá del umbral underground que resulte evidente.